# 大洲城
大洲城（おおずじょう）は、四国の伊予国喜多郡大洲（現・愛媛県大洲市大洲）にあった日本の城。別名としては地蔵ヶ嶽城、比志城、大津城（大洲の旧称）などがある。

## 概要

代表紋章：蛇の目紋

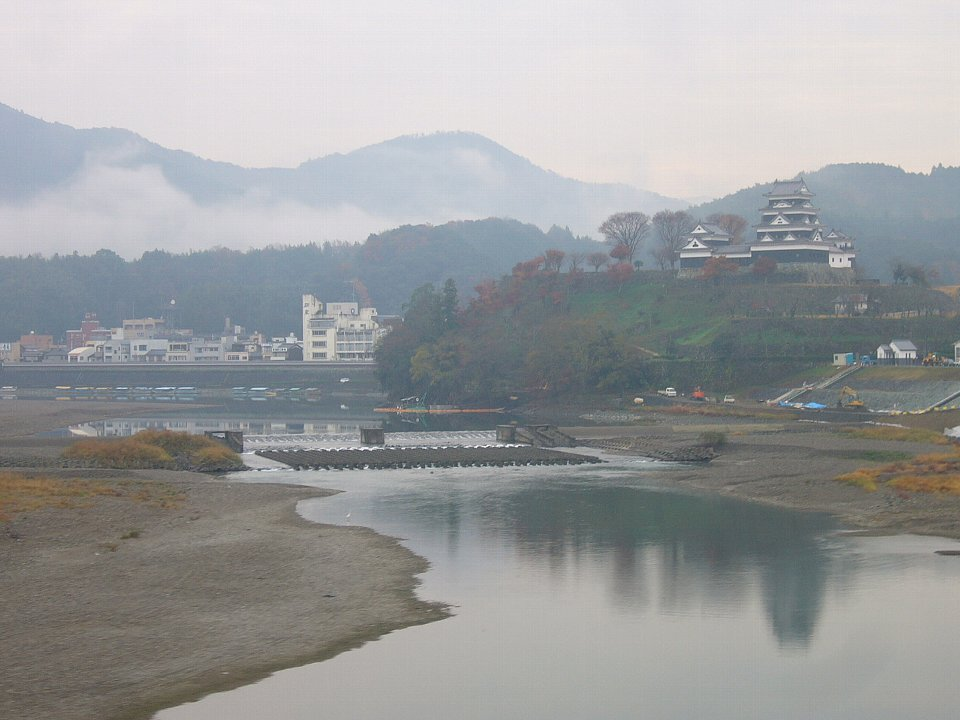
肱川越しに望む

大洲の地は、伊予を南北につなぐ大洲街道・宇和島街道の結節点にあり、また東には四国山脈を抜けて土佐国に出る街道がある。また、すぐ西には大洲の外港とも言える八幡浜（現・八幡浜市）があり、大洲は歴史的にはやや鄙びた立地ながらも交通の要衝と言える場所にあった。伊予宇都宮氏が創建した当初は、肱川と久米川の合流点にあたる地蔵ヶ岳に築城したことから地蔵ヶ岳城と呼ばれた。
江戸時代初期、藤堂高虎らによって大規模に修築がなされ、近世城郭としての体裁を整えた。伊予大洲藩の政治と経済の中心地として城下町は繁栄していた。また、明治維新後から現在に至る地元住民の城郭への保護活動と、平成16年（2004年）に主に市民による寄付によって完成往時を忠実に木造復元した4重4階の天守も特筆すべき点である。江戸時代から残る台所櫓・南隅櫓など4棟の櫓が国の重要文化財、城跡一帯が県指定史跡に指定されている。

## 歴史・沿革
この地に初めて築城したのは、鎌倉時代末期に守護として国入りした伊予宇都宮氏の宇都宮豊房で、元徳3年／元弘元年（1331年）のことであると伝わる。
豊房には子がなく筑後宇都宮氏の宇都宮貞泰の子の宇都宮宗泰を養子に迎えた。伊予宇都宮氏はその後、国人として二百数十年間にわたって南伊予を中心に支配を行うが、永禄の末期に毛利氏の伊予出兵によって降伏した。天正初年に土佐の長宗我部元親と通じた家臣の大野直之によって大洲城を追われた。しかし天正13年（1585年）にはその大野直之も豊臣秀吉の意を受けた小早川隆景によって攻め滅ぼされ、その小早川隆景が35万石で伊予に入封し、大洲城は一支城となった。
その後は戸田勝隆が城主として入ったが、文禄4年（1595年）に藤堂高虎が入城すると近世の城郭として整備された。江戸時代初期の慶長14年（1609年）には淡路の洲本から脇坂安治が転封され、この2人の時代に天守をはじめとする建造物が造営された。
また脇坂安治の時代に従来の「大津」から現在の「大洲」に城名が変更（異説あり）された。元和3年（1617年）に伯耆米子から6万石で加藤貞泰が入り、以後は加藤氏が12代に亘り大洲藩主として治め、明治維新を迎えた。

### 明治時代以降
維新後は城内のほとんどの建築物は破却されたものの、地元住民の活動によって本丸の天守・櫓は一部保存された。しかし天守は老朽化と構造上の欠陥のために明治21年（1888年）に解体された。現在の天守は伝統工法を用い、平成16年（2004年）に復元されたものである。
- 昭和32年（1957年） - 台所櫓、高欄櫓、苧綿櫓、三の丸南隅櫓が重要文化財に指定される。
- 昭和34年（1959年） - 苧綿櫓の解体修理が終わる。
- 昭和40年（1965年） - 三の丸南隅櫓の解体修理が終わる。
- 昭和45年（1970年） - 台所櫓と高欄櫓の解体修理が終わる。
- 平成18年（2006年）4月6日 - 日本100名城（82番）に選定された。
- 平成19年（2007年）3月 - 河辺地域浪漫八橋・長浜大橋とともに美しい日本の歴史的風土準100選に選定された。
- 平成23年（2011年）11月 - 天守復元以後の入城者数が30万人を超える。

#### 天守復元

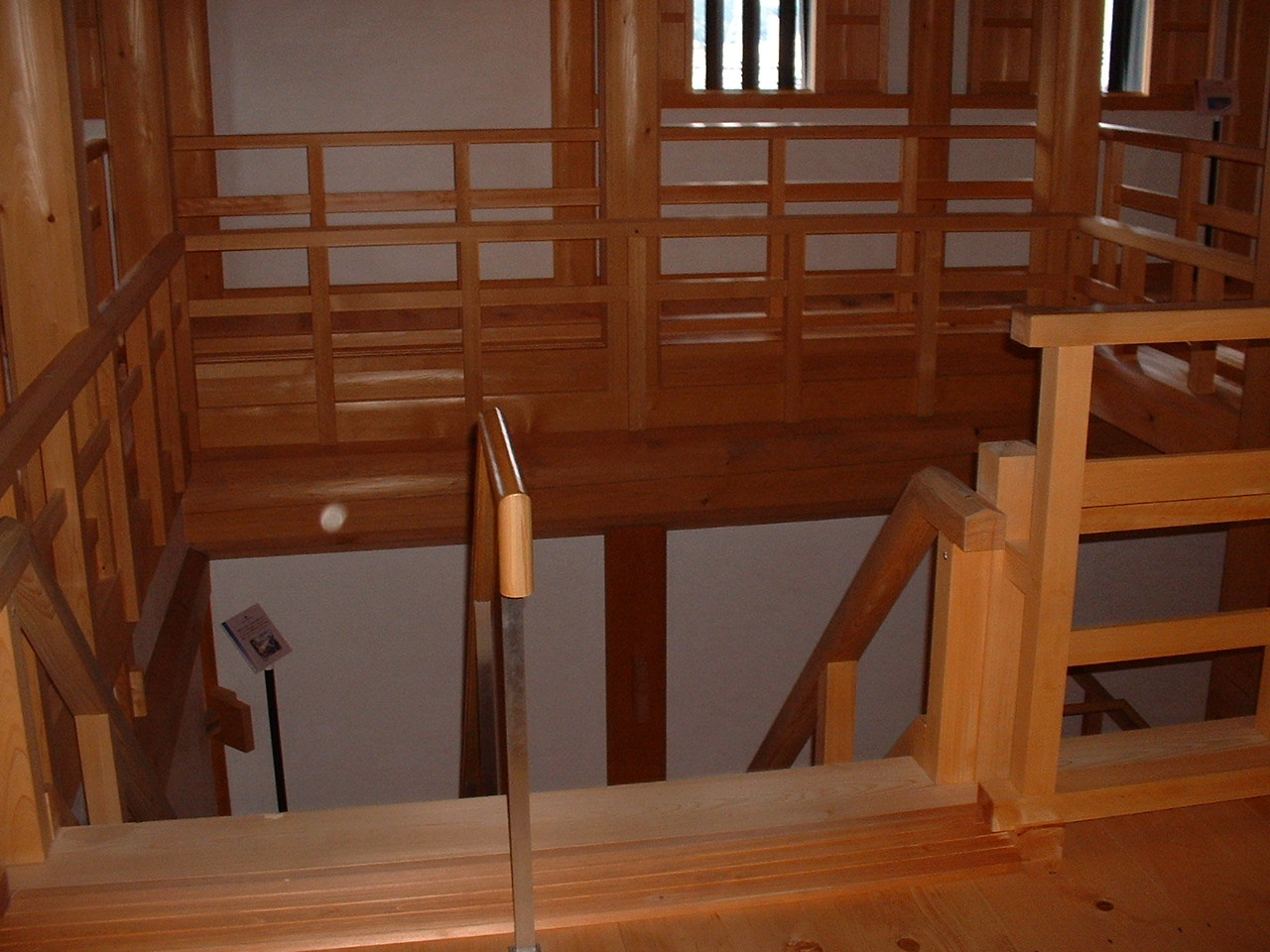
大洲城天守内の吹き抜け

- 平成6年（1994年）5月 - 天守再建検討委員会が発足。
- 平成8年（1996年）7月 - 大洲城天守閣復元委員会に改称。
- 平成10年（1998年） - 樹木現況調査と整備予測調査が終了。県指定史跡「大洲城跡」保存整備計画策定。
- 平成11年（1999年） - 工事概算費用は13億円、募金目標額は5億円に決定し募金活動が始まる。
- 平成12年（2000年） - 御杣始め式を行い、第1次樹木整備を開始。
- 平成13年（2001年） - 天守復元工事に着工。御用木お披露目式を行い、石垣修復工事、第2次樹木整備を開始。
- 平成14年（2002年） - 起工式を行い、基礎工事・素屋根工事等を開始。
- 平成15年（2003年） - 上棟式を行い、付帯設備工事・第3次樹木整備を開始。
- 平成16年（2004年） - 漆喰仕上げ・外構工事。7月に復元工事が竣工し、完成記念式典を行う。9月、再建天守の一般公開を開始。

## 天守
天守は本丸の南東隅に建てられ、北に高欄櫓、西に台所櫓を配置し渡り櫓で連結した複合連結式層塔型4重4階である。1階の内部には名古屋城や彦根城と同様に隠狭間が有り中央付近に心柱が通され、それに伴い2階の床には吹き抜けが造られていた。外観は、下見板張りで、比翼千鳥破風、千鳥破風、向唐破風で屋根を飾り、窓には連子窓が多用されたが、2階には華頭窓のみが並べられていた。

### 木造復元
現在の天守は、大洲市市制施行50周年記念事業として平成16年（2004年）に竣工したもので、第二次世界大戦後初の当時の工法・木造で復元されたものである。明治時代に撮影された外観写真のほか、大洲藩作事棟梁の中村家に伝わる天守雛形（木組み模型）など内部構造を知ることができる資料が充実していたため、往時の姿を正確に木造復元することができた。このように、多くの資料が残ることは稀である。
また天守の高さは石垣の上から19.15mあり、本来なら建築基準法で木造では認められない規模であったため、当時の建設省や愛媛県は建設計画をなかなか認めなかったが、大洲市により2年近い折衝を経て、保存建築物として建築基準法の適用除外が認められ、往年の複合連結式による天守群の木造復元に至った。天守の木造復元資金には、民間からの浄財が多く寄せられ、その寄付者の名簿は天守内にレリーフで残されている。
天守の木造復元によって国土技術研究センターから第七回国土技術開発賞を受賞した。
木造復元天守は文化財指定を受けていないため、バリューマネジメント社（大阪市）が大洲市や伊予銀行などの協力を得て、城への宿泊を受け付ける（年間30日まで）。

## 遺構

### 建築物
以下はいずれも国の重要文化財に指定されている。
- 台所櫓- 1859年に再建される。二重二階。
- 高欄櫓- 1860年に再建される。二重三階。西と南に高覧がついている。
- 苧綿櫓（肱川堤防上にある）- 1833年に再建される。北東隅に窓のある石落しがある。
- 三の丸南隅櫓（大洲城最古の建築物）

### その他の遺構
- 暗り門跡
- 二の丸御殿跡-当時、藩主の住まいだった。
- 下台所

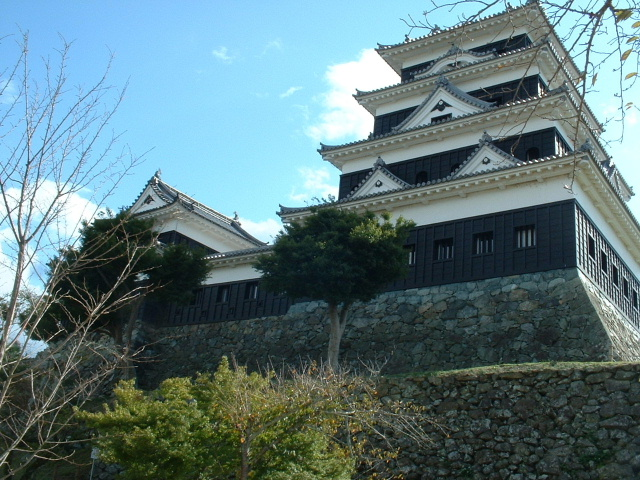
二の丸からみた天守と台所櫓
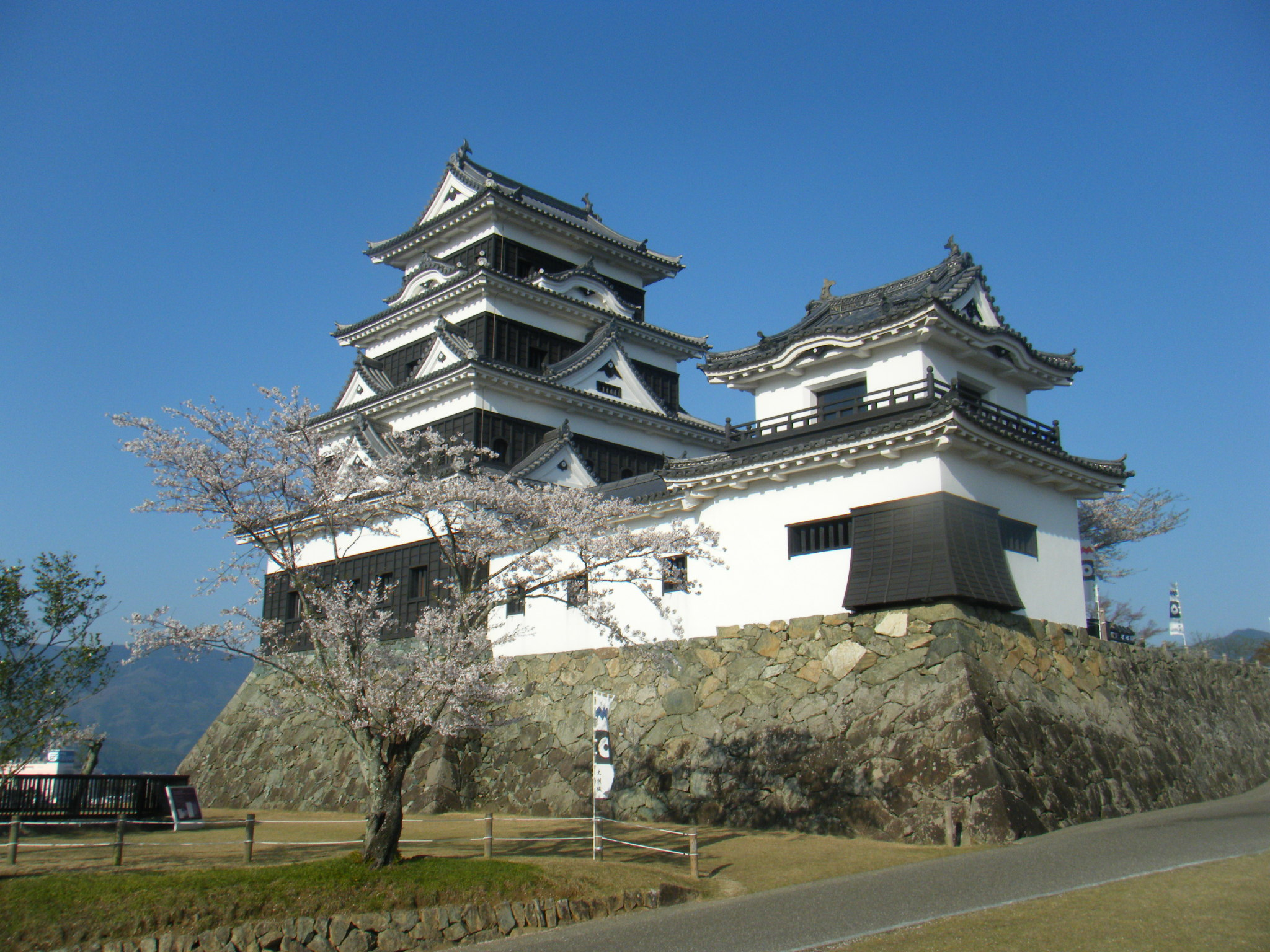
天守と高欄櫓
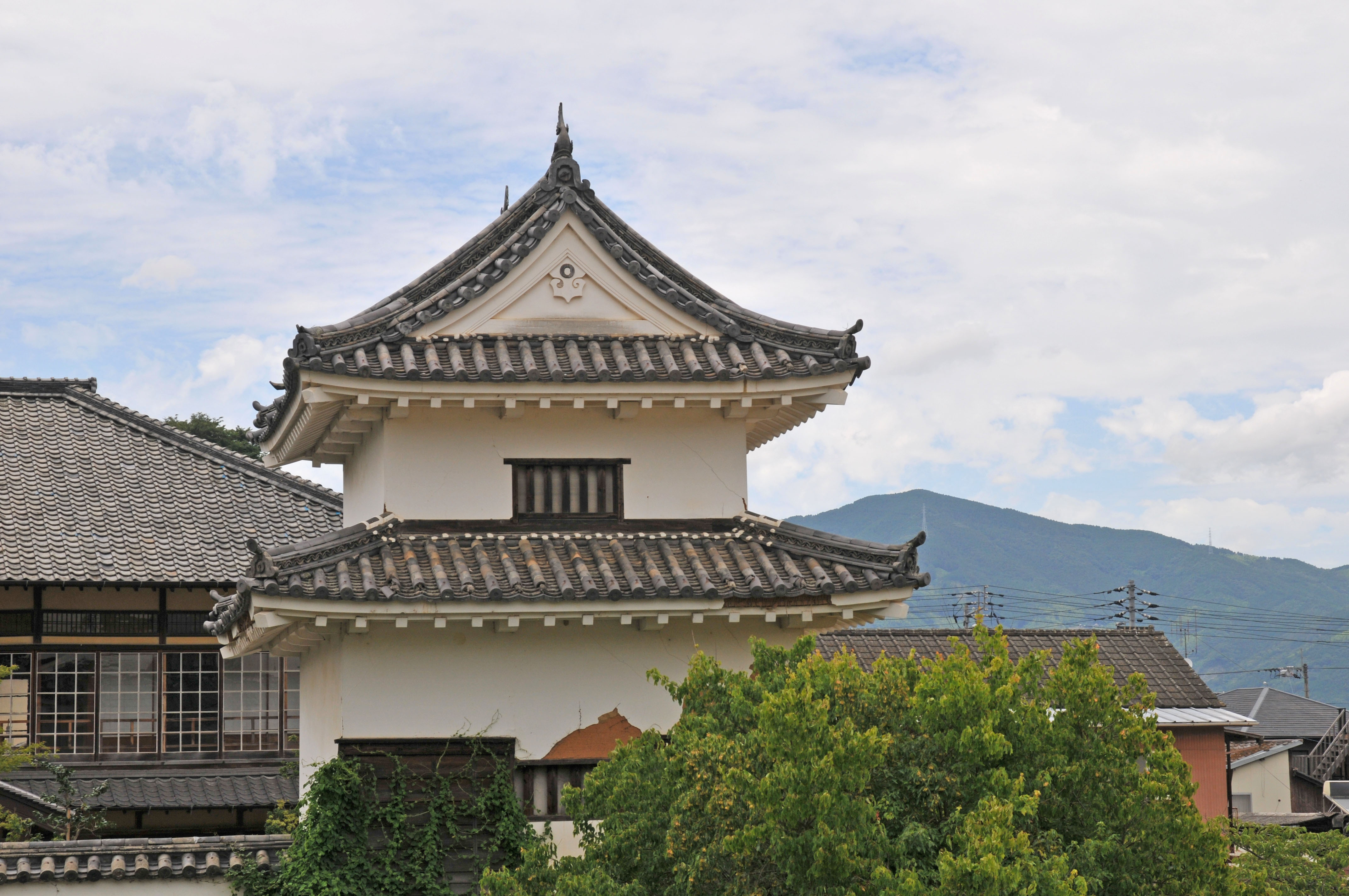
三の丸南隅櫓
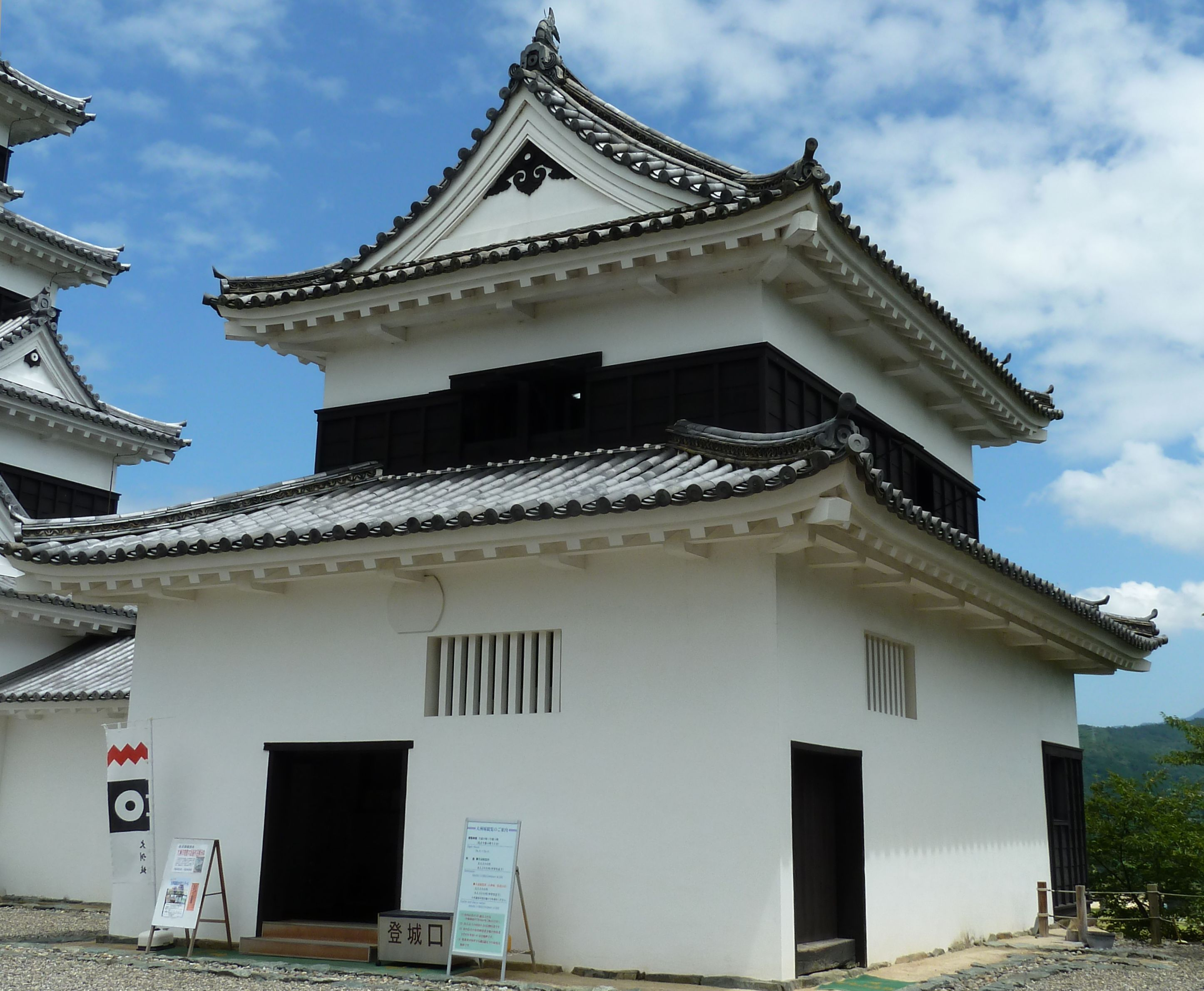
台所櫓
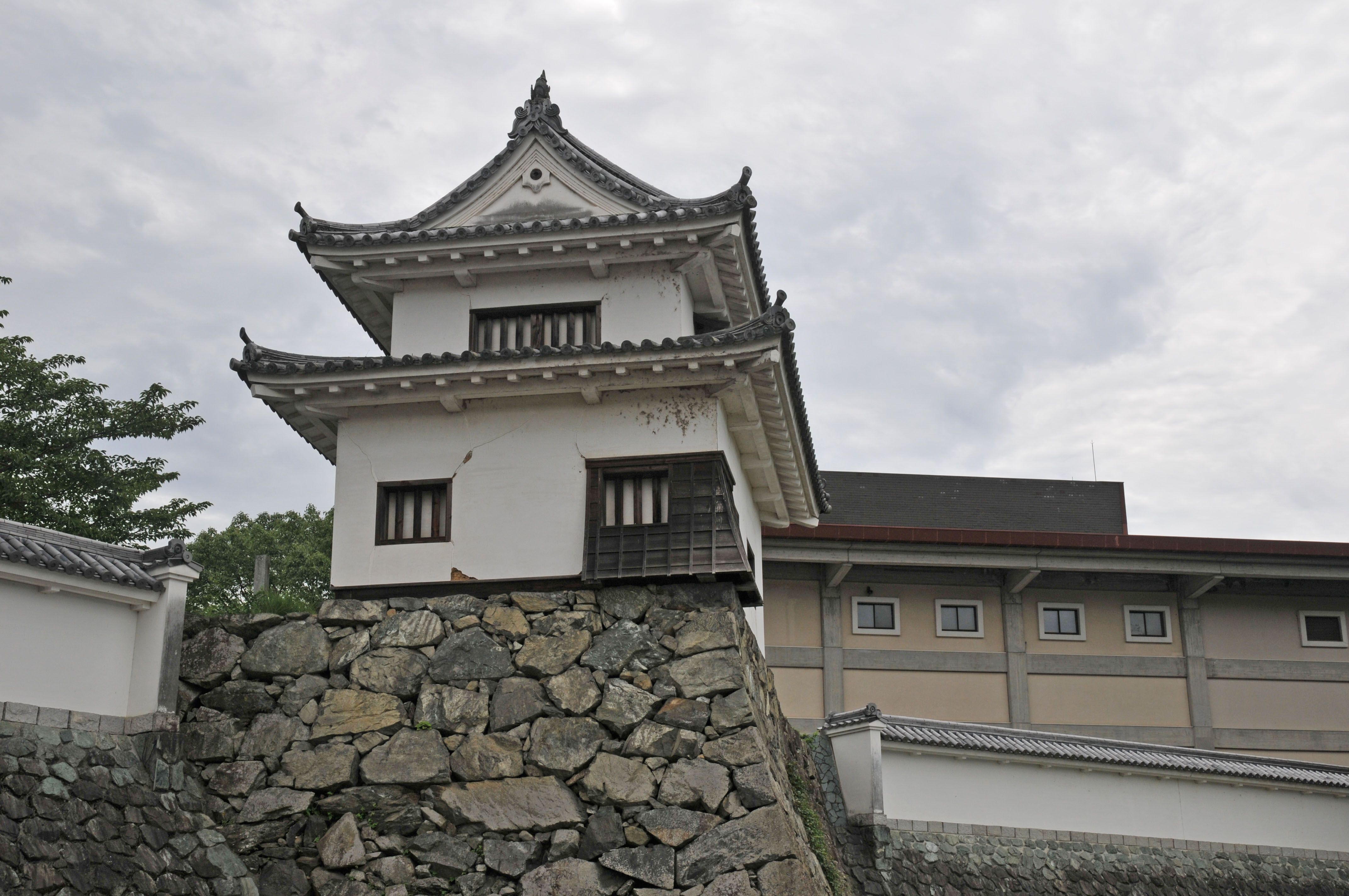
苧綿櫓
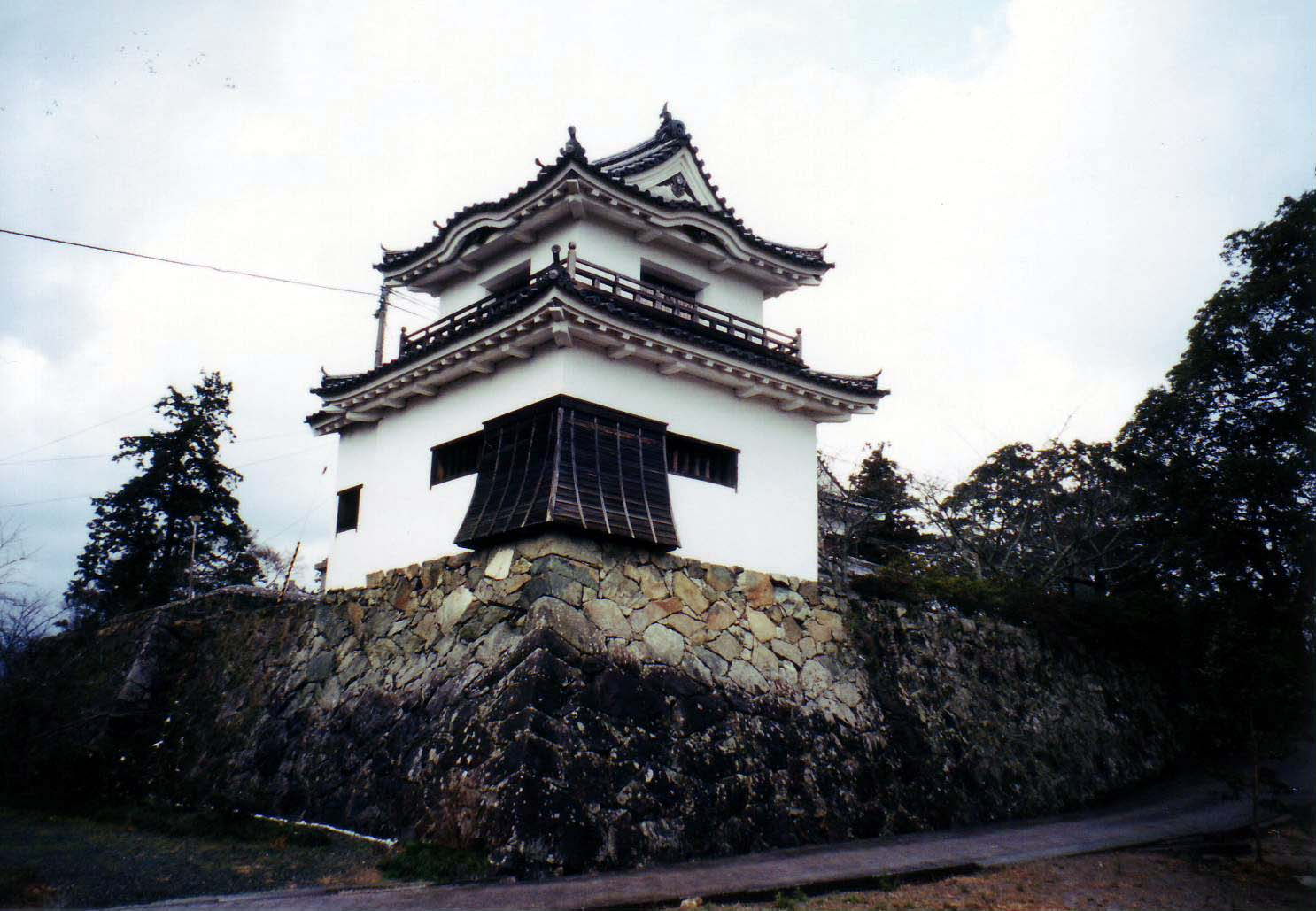
高欄櫓
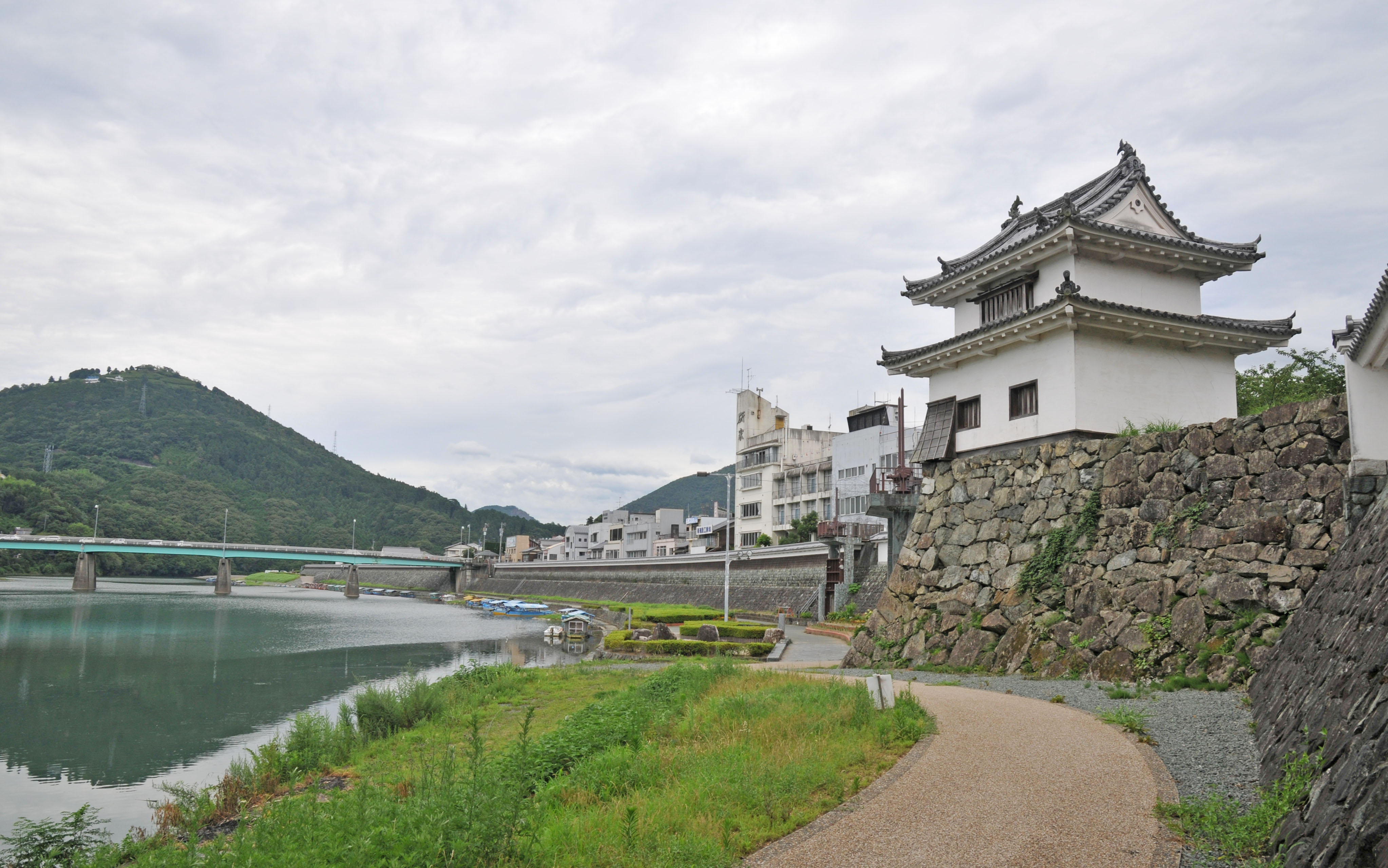
苧綿櫓と肱川、冨士山
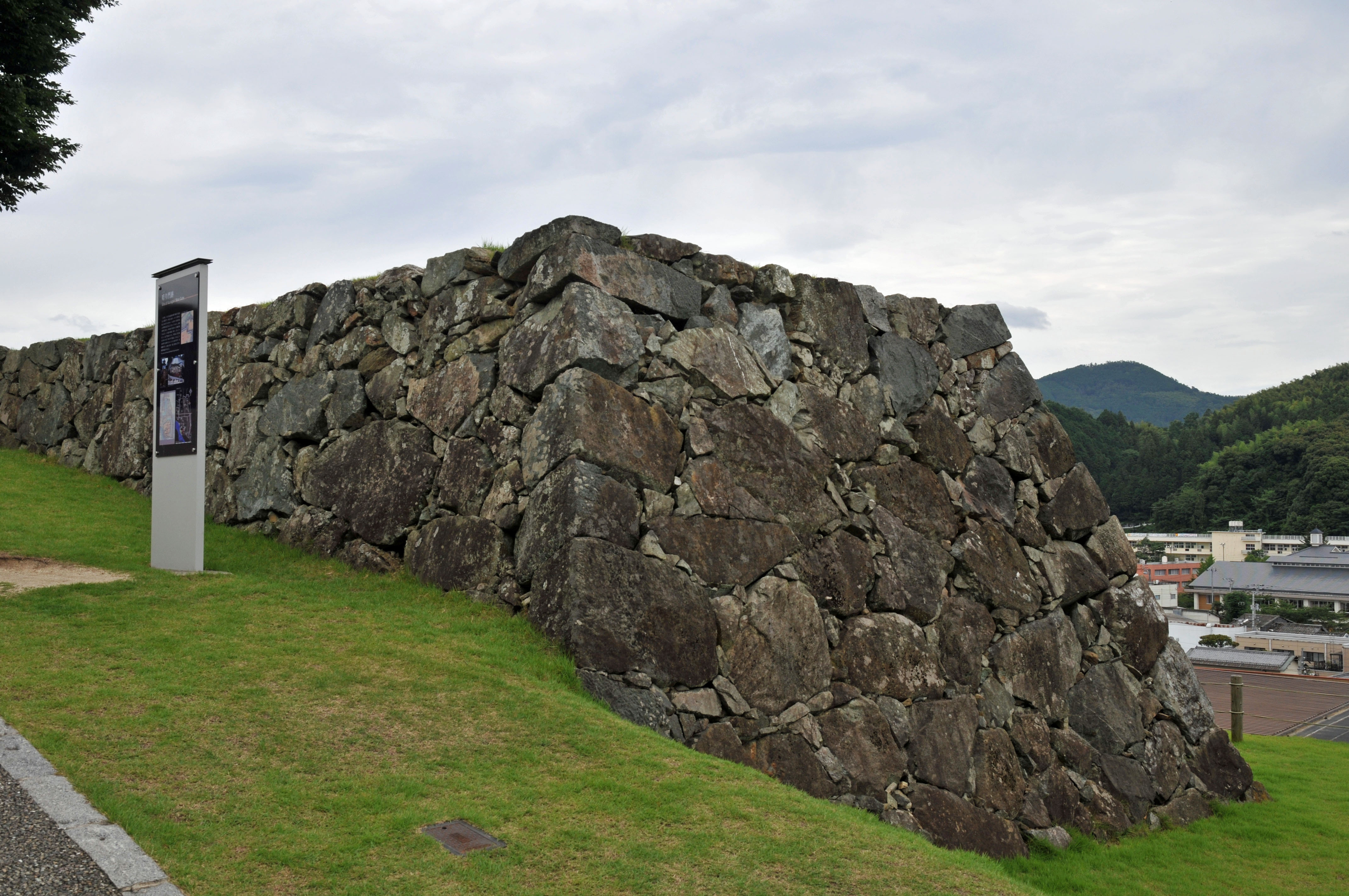
暗り門跡
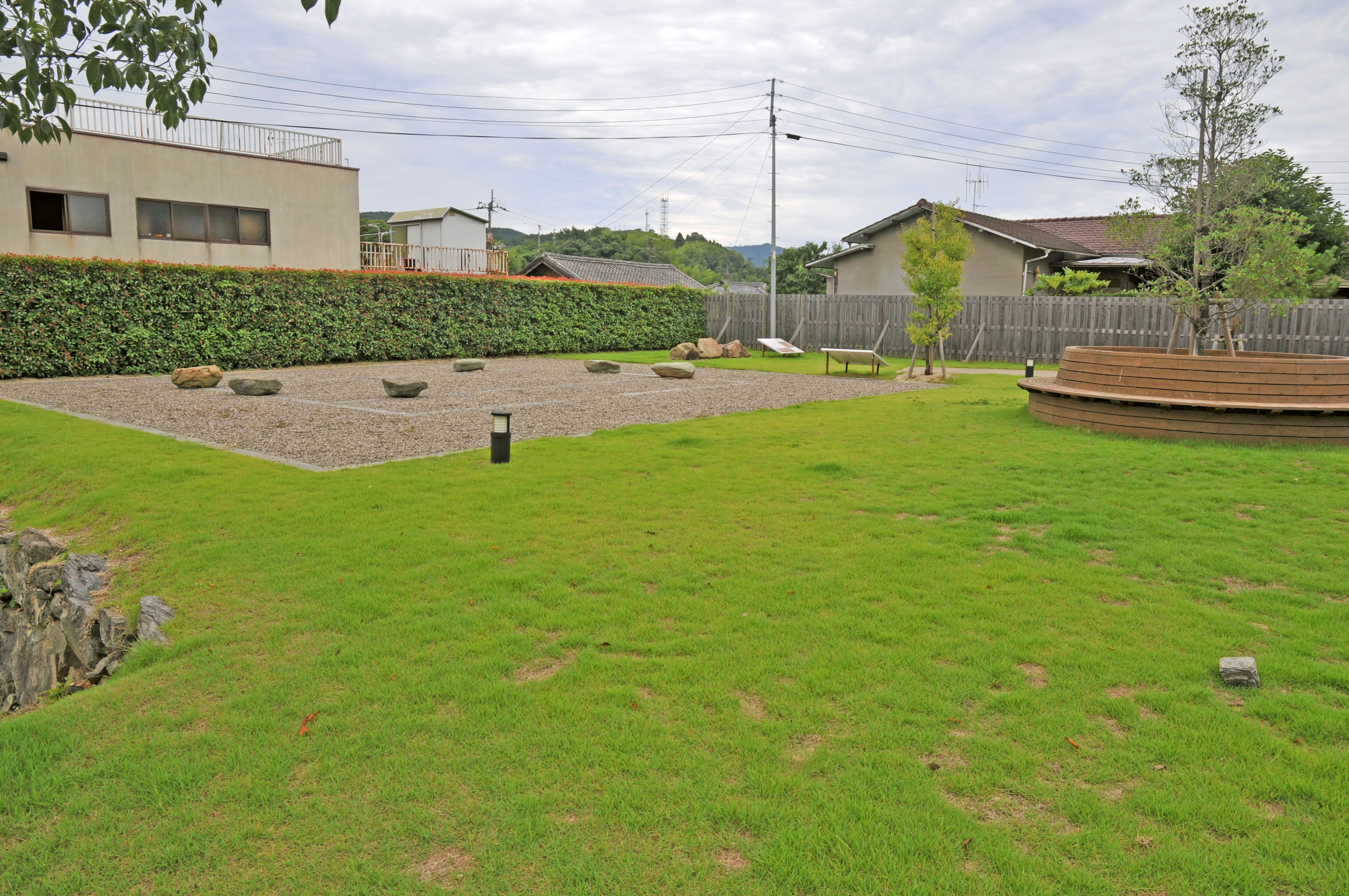
二の丸御殿跡

## 伝説
- 人柱伝説 - 川に面した高石垣の工事が難航したため、人柱を立てる事となり、籤によって「おひじ」という若い女性が選ばれ、おひじはやむなく生き埋めにされ人柱となった。その後、工事は無事完了し、おひじの最期の願いにより、大洲城下に流れる川を「比志川」(肱川)と名付け、大洲城を「比志城」とも呼んだという。[9]

## 大洲城が描かれた作品
- 映画『男はつらいよ 寅次郎と殿様』（大洲城内外がロケ地となっている） - ただし映画では、大洲城の「殿様」（城主の末裔。演・嵐寛寿郎）は加藤氏でなく、藤堂氏の設定になっている。
- 映画『すずめの戸締まり』- 予讃線にて移動するワンシーンにて。

## 文化財
重要文化財
- 高欄櫓：万延元年（1860年)に再建、二重二階櫓、本瓦葺。昭和32年6月18日指定で以下三件も[10]。
- 台所櫓：安政６（1859）年に再建されたもので、二重二階櫓、本瓦葺
- 苧綿櫓 附 棟札2枚：天保14（1843）年に築造されたもので、二の丸の東隅にあって独立した櫓である。二重二階櫓、本瓦葺で規模は小さい。外隅に袴腰形石落しをつけ、その一部は窓となっている。
- 三の丸南隅櫓 附 棟札1枚：明和3（1766）年の建築、二重2階櫓、本瓦葺

愛媛県指定有形文化財
- 下台所：建築年代は不詳であるが、元禄5（1692）年の絵図に描かれている。木造一部2階建、切妻造、本瓦葺、桁行19.82m、梁間7.90m、平面積156.58㎡で土蔵風の造り。昭和43年3月8日指定。

愛媛県指定史跡
- 大洲城跡：昭和28年2月13日指定。

## 現地情報

### アクセス
- JR予讃線: 伊予大洲駅から徒歩約20分
  - 伊予大洲駅観光案内所にレンタサイクルあり
- 同・伊予大洲駅から市内循環バス（ぐるりんおおず）「市立大津病院行き」に乗り「大洲城前」バス停下車、本丸まで徒歩5分
- 松山自動車道・大洲ICから約10分

### 天守観覧
- 開館時間: 9時〜17時
- 休館日: 12月29日〜31日
- 観覧料: 大人500円、小人（中学生以下）200円
  - 臥龍山荘との共通観覧券: 大人800円、小人300円

5歳以下の幼児、高齢者手帳もしくは身体障害者手帳の所持者とその付添いは無料。団体割引あり。